# Stefania
Stefania és un gènere de granotes de la subfamília Hemiphractinae.

## Taxonomia
- Stefania ackawaio
- Stefania ayangannae
- Stefania breweri
- Stefania coxi
- Stefania evansi
- Stefania ginesi
- Stefania goini
- Stefania marahuaquensis
- Stefania oculosa
- Stefania percristata
- Stefania riae
- Stefania riveroi
- Stefania roraimae
- Stefania satelles
- Stefania scalae
- Stefania schuberti
- Stefania tamacuarina
- Stefania woodleyi